# Lori Heuring
Lori Ann Heuring (Panama, 6 aprile 1973) è un'attrice statunitense.

## Biografia
Nata a Panama, si è trasferita da bambina ad Austin, in Texas.

## Filmografia parziale

### Cinema
- Otto secondi gloria (8 Seconds), regia di John G. Avildsen (1994)
- Newton Boys, regia di Richard Linklater (1998)
- Mulholland Drive, regia di David Lynch (2001)
- Terapia d'urto (Anger Management), regia di Peter Segal (2003)
- La giuria (Runaway Jury), regia di Gary Fleder (2003)
- 8mm 2 - Inferno di velluto (8mm 2), regia di J. S. Cardone (2005)
- Undiscovered, regia di Meiert Avis (2005)
- Zombies - La vendetta degli innocenti (Wicked Little Things), regia di J. S. Cardone (2006)
- Che la fine abbia inizio (Prom Night), regia di Nelson McCormick (2008)
- Hunger, regia di Steven Hentges (2009)
- Mia moglie per finta (Just Go with It), regia di Dennis Dugan (2011)
- Cross, regia di Patrick Durham (2011)

### Televisione
- Walker Texas Ranger – serie TV, episodio 4x26 (1996)
- Ellen – serie TV, episodio 4x08 (1996)
- Murder One – serie TV, episodio 2x12 (1997)
- Ultime dal cielo – serie TV, episodio 2x20 (1998)
- Alias – serie TV, episodi 1x05–1x06 (2001)